# Lista operelor lui Ion Luca Caragiale
Această pagină conține o listă de opere scrise de Ion Luca Caragiale, ordonate după genul literar.

## Opere

### Teatru
Comedii
- O noapte furtunoasă (1879) - textul original
- Conu Leonida față cu reacțiunea (1880) - textul original
- O scrisoare pierdută (1884) - textul original
- D-ale carnavalului (1885) - textul original
- O soacră (farsă fantezistă într-un act) - textul original
- Hatmanul Baltag (operă bufă) - textul original
- Începem (instantaneu într-un act) - textul original
- 1 Aprilie (monolog) - textul original

Drame
- Năpasta (1890) - textul original

### Nuvele și povestiri
- O făclie de Paște (1889) - textul original
- În vreme de război (1898) - textul original
- Din carnetul unui vechi sufleur - textul original
- Un artist - textul original
- Grand Hôtel "Victoria Română" - textul original
- Om cu noroc - textul original
- Păcat (1892) - textul original
- Norocul culegătorului - textul original
- O invenție mare - textul original
- Poveste - textul original
- Boborul - textul original
- Noaptea învierii - textul original
- Baioneta inteligentă - textul original
- Cănuță, om sucit - textul original
- La hanul lui Mânjoală - textul original
- Două loturi (1901) - textul original
- Caut casă... - textul original
- La conac - textul original
- Monopol... - textul original
- Mamă... - textul original
- Ion... - textul original
- Partea poetului - textul original
- Pastramă trufanda - textul original
- Kir Ianulea - textul original
- Calul dracului - textul original

### Momente și schițe
Publicate în volum
- Moftangii - textul original
- Națiunea română - textul original
- Căldură mare - textul original
- Justiție - textul original
- Mitică - textul original
- Art. 214 - textul original
- Politică - textul original
- O zi solemnă - textul original
- Politică înaltă - textul original
- Un pedagog de școală nouă - textul original
- D-l Goe (1900) - textul original
- Tren de plăcere (1900) - textul original
- Lanțul slăbiciunilor - textul original
- La Moși - textul original
- Bubico - textul original
- Jertfe patriotice - textul original
- Situațiunea - textul original
- Românii verzi - textul original
- Telegrame - textul original
- Triumful talentului - textul original
- Tot Mitică - textul original
- Proces-verbal - textul original
- Ultima oră - textul original
- Infamie... - textul original
- C.F.R. - textul original
- Boris Sarafoff - textul original
- Repausul duminical - textul original
- Urgent - textul original
- Cum stăm... - textul original
- Meteahnă - textul original
- Justiția română - textul original
- La poștă - textul original
- Moșii - textul original
- Politică și delicatețe - textul original
- Cum se naște o revistă? - textul original
- Cum se înțeleg țăranii - textul original
- Duminica Tomii - textul original
- Gazometru - textul original
- Istoria se repetă - textul original
- Petițiune - textul original
- Mici economii... - textul original
- Ultima emisiune - textul original
- O lacună - textul original
- Cadou... - textul original
- Diplomație - textul original
- O cronică de Crăciun... - textul original
- Vizită... - textul original
- O conferință - textul original
- Țal!... - textul original
- Greu, de azi pe mâine... sau unchiul și nepotul - textul original
- Antologie... - textul original
- Identitate... - textul original
- 25 de minute... - textul original
- Reformă - textul original
- Așa să mor! - textul original

Publicate în periodice
- Cronica fantastică - textul original
- Zig-zag!... - textul original
- Parlamentare - textul original
- Manifestul "claponului" - textul original
- Orientale. Două documente - textul original
- Corespondența sentimentală - textul original
- Broaște... destule - textul original
- Lache și Mache - textul original
- Calendar - textul original
- Din foloasele tiparului - textul original
- Varietăți geografice. De la Zanzibar la Salonic și înapoi - textul original
- Varietăți literare. Canard-rățoi - textul original
- Cronica - textul original
- Moftul român - textul original
- Succesul "Moftului român" - textul original
- Trădarea românismului! Triumful străinismului!! Consumatum est!!! - textul original
- Poveste de contrabandă - textul original
- Manifestul "moftului român" - textul original
- Școala română - textul original
- Accident parlamentar - textul original
- Justiția română. Secția corecțională - textul original
- High-life - textul original
- Logica baroului - textul original
- În tren accelerat - textul original
- Carnet high-life - textul original
- Nedescifrabil - textul original
- Arendașul român - textul original
- Poruncă domnească - textul original
- Tardivitate - textul original
- Șah și mat! - textul original
- Autoritate - textul original
- Cronica de joi - textul original
- Cum se naște o revistă? - textul original
- Karkaleki - textul original
- Paradoxal - textul original
- O blană rară - textul original
- Articol de reportaj - textul original
- Cazul d-lui Pawlowsky - textul original
- Slăbiciune - textul original
- Intelectualii... - textul original
- Despre cometă – prelegere populară - textul original
- Accelerat no. 17 - textul original
- Cum devine cineva revoluționar și om politic...? - textul original
- La Paști - textul original
- Emulațiune - textul original
- Dascăl prost - textul original
- Premiul întâi - o reminiscență din tinerețele pedagogului - textul original
- Cum stăm... - textul original
- Bacalaureat - textul original
- Deziderate legitime - textul original
- Cam târziu... - textul original
- Imaginație, stil și clistir - textul original
- Educațiunea sentimentală la vite - textul original
- Tatăl nostru - textul original
- Teatrul la țară - textul original
- Tot Mitică - textul original
- Lună de miere - textul original
- Cele trei zeițe - textul original
- „Moftul” făcător de minuni - textul original
- Înfiorătoarea și îngrozitoarea și oribila dramă din strada Uranus - textul original
- Infamie... - textul original
- La Peleș - textul original
- Făcătoare de minuni... - textul original
- Inițiativa... - textul original
- Ouăle roșii - textul original
- Dintr-un catastif vechi - textul original
- Sfânta Ghenoveva - textul original
- Un incident de senzație - textul original
- Leac de criză - textul original
- O ședință la "Junimea" în ajunul Anului Nou - textul original
- Sfânt Ion - textul original
- Prea sărac - textul original
- Temă și variațiuni - textul original
- Un frizer-poet și o dramă care trebuie să se scarpine-n cap - textul original

### Publicistică
Literatură și cultură
- Literatura și artele române în a doua jumătate a secolului XIX - textul original
- Bene-merenti - textul original
- Câteva păreri - textul original
- Politică și cultură - textul original
- Notițe risipite - textul original
- A zecea muză - textul original
- Cronici literare - textul original
- Teatrul cel Mare – "Urâta satului" - textul original
- Cercetare critică asupra teatrului românesc - textul original
- Articole despre teatru - textul original
- Cronici teatrale - textul original
- Scrisoare - textul original
- Teatrul național - textul original
- O admirabilă lucrare literară - textul original
- Știe carte băiatu lui Papuca!... - textul original
- Scandal - textul original
- Muzica - textul original
- Ateneul Român - textul original
- Concurs și premiuri academice - textul original
- "Balade și idile” de George Coșbuc - textul original
- Un mare sculptor român - textul original
- Memorii din timpul războiului - textul original
- Grămătici și măscărici - textul original
- Despre Macedonski - textul original
- Un monstru de activitate - textul original
- "Constituționalul" poet - textul original
- O nouă societate română - textul original
- Teatrul nostru - textul original
- Câteva cuvinte - textul original
- D. B. P. Hăsdeu - textul original
- O carte rară - textul original
- Traian Demetrescu - textul original
- Răzbunarea lui Anastase - textul original
- D. Eugeniu Stătescu poet - textul original
- Arheologie - textul original
- Un caz literar interesant - textul original
- Plagiatul Zola-Bibescu - textul original
- Spitalul amorului. O prefață - textul original
- Un nou plagiat Zola - textul original
- Un articol regretabil - textul original
- Gheorghe Baronzi - textul original
- Pomada fermecată - textul original
- Un dicționar român - textul original
- Operă națională - textul original
- Teribil naufragiu, din norocire fără accident de persoane - textul original

Articole politice
- 1907 din primăvară până'n toamnă - textul original
- Apelul la unire - textul original
- Cronica sentimentală - textul original
- Cronica - textul original
- Deslușire - textul original
- Frați radicali și D. Dim. Sturdza - textul original
- Gogoși - textul original
- Istoria unei epigrafe - textul original
- Liberalii și conservatorii - textul original
- Liberalii engleji și români - textul original
- Parlamentare gogoși - textul original
- Prospătura - textul original
- Resbelul - textul original
- Resbelul 1877 - textul original
- Situațiunea Europei - textul original
- Ultimele gogoși calde - textul original
- Guvernul și modificarea art. 7 - textul original
- Cuvântare - textul original
- Ce este "centrul" - textul original
- Ingeniozitate parlamentară - textul original
- Addenda - Justificarea unor expulzări - textul original
- Excelsior! - textul original
- Procedee electorale - textul original
- Diplomație subțire - Cronică - textul original
- Instantaneu - textul original
- Nevoile obștii și așa numitele "Casa Noastră"... - textul original
- Sărbători mâhnite - textul original
- Termitele... - textul original
- Decadență - textul original
- Între Stan și Bran - textul original
- Reacțiunea - textul original
- O reparațiune - textul original
- Lascăr Catargiu - textul original
- Literatura și Politica - textul original
- Scrisoare - textul original
- Toxin și toxice - textul original
- Noul cabinet Otoman - textul original
- Știri franceze chestiunea Dobrogei - textul original
- Criza de cabinet - textul original
- Culisele chestiunii naționale - textul original
- D.C.A. Rosetti la Roma? - textul original
- În ajunul crizei - textul original
- Convenții cu Rusia - textul original
- Poziția ministerială față cu revizuirea - textul original
- Reportaj parlamentar - textul original
- Un incident la cameră - textul original
- Plătește vizirul - textul original
- Însemnătatea presei - textul original
- Un interview - textul original
- Jurnalul nostru - textul original
- Reacționarii neprevăzători - textul original
- Sub ce regim trăim! - textul original
- Inovațiune - textul original
- Iarăși promisia D-lui Fleava - textul original
- Principii și vaccină - textul original
- Linia ferată Ploiești - Predeal - textul original

### Parodii
- Smărăndița (roman modern) - textul original
- Dă-dămult... Mai dă-dămult - textul original

## Vezi și
- Listă de piese de teatru românești